# イオン水巻店
イオン水巻店（イオンみずまきてん）は福岡県遠賀郡水巻町樋口に存在した大型商業施設（ショッピングセンター）である。ダイエー時代の店番号は0514。

## 概要
1983年4月29日、開業当初はユニードが運営する「アピロス水巻店」として開業した。
後にユニードがダイエーに吸収合併されたことに伴い、「ダイエー水巻店」となった。
2015年9月1日にイオン九州に同店の営業権が承継され店名を「イオン水巻店」に変更した。
2016年11月11日、2017年3月31日をもって閉店することが発表され、予定通り同日を以て閉店した。
建屋は全て解体され、2019年10月10日より跡地に「ライフガーデン水巻」が開業した。

## フロア構成
| 階 | フロア概要                     |
| -- | ------------------------------ |
| 1F | 食品・生活用品・衣料品のフロア |

## テナント
出店全店舗一覧は公式サイト「フロアガイド (archive版)」を参照。